# Hololena parana
Hololena parana är en spindelart som beskrevs av Chamberlin och Ivie 1942. Hololena parana ingår i släktet Hololena och familjen trattspindlar. Inga underarter finns listade i Catalogue of Life.